# Бездельник (фильм)
«Бездельник» (англ. Slacker) — американский независимый фильм режиссёра Ричарда Линклейтера.
Фильм не имеет чёткой линии развития событий — он состоит из нескольких эпизодов, связанных между собой лишь местом действия или случайным переплетением судеб героев, в которых они находят друг друга и обмениваются соображениями насчёт окружающего мира, политической ситуации, этических мировоззрений, общих знакомых, бывших девушек, а иногда даже пытаются «впарить» друг другу цитологический мазок Мадонны. Действие происходит в американском городе Остин.
Новые сцены с новыми персонажами появляются только после того как предыдущие персонажи передают некую невидимую эстафетную палочку, причём по задумке автора в «передающих» есть нечто общее, объединяющее их в одну «команду»; Зритель сам определяет, что это за «команда».
Премьера состоялась в 1990 году в Остинском кинотеатре независимого кино. Фильм так и не вышел в широкий прокат, но стал культовым, собрав в прокате 1 228 108 долларов при бюджете в 23 000 долларов. В фильме приняли участие многие известные жители города, включая панк-барабанщицу Терезу Тэйлор, журналиста Луиса Блэка, профессора философии Луиса Мэки и греческую студентку режиссуры Афину Рахель Цангари.